# Prinzenpalais (Kopenhagen)
Das Prinzenpalais (dänisch Prinsens Palæ) ist ein Stadtpalais am Frederiksholm-Kanal im Zentrum von Kopenhagen. Es wurde im 18. Jahrhundert im Rokoko-Stil umgebaut und als Residenz des dänischen Kronprinzen genutzt. Seit 1892 beherbergt es Sammlungen des Dänischen Nationalmuseums.

## Geschichte

### Michelbecker-Haus
Das ursprüngliche Gebäude wurde 1684 für Wigand Michelbecker gebaut. Gebürtig in Marburg war er im Jahr 1657 nach Kopenhagen gezogen und hatte eine erfolgreiche Karriere als Weinhändler und Reeder gestartet. Im Jahr 1685 wurde die erste reformierte Kirche Kopenhagens in diesem Haus eröffnet.
Michelbecker starb im Jahr 1692, und im Jahr 1707 übernahm sein Geschäftspartner und Schwiegersohn Wilhelm Edinger das Gebäude. Es wurde im Jahr 1716 Zar Peter dem Großen während seines Aufenthaltes in Kopenhagen zur Verfügung gestellt.

### Residenz des Kronprinzen

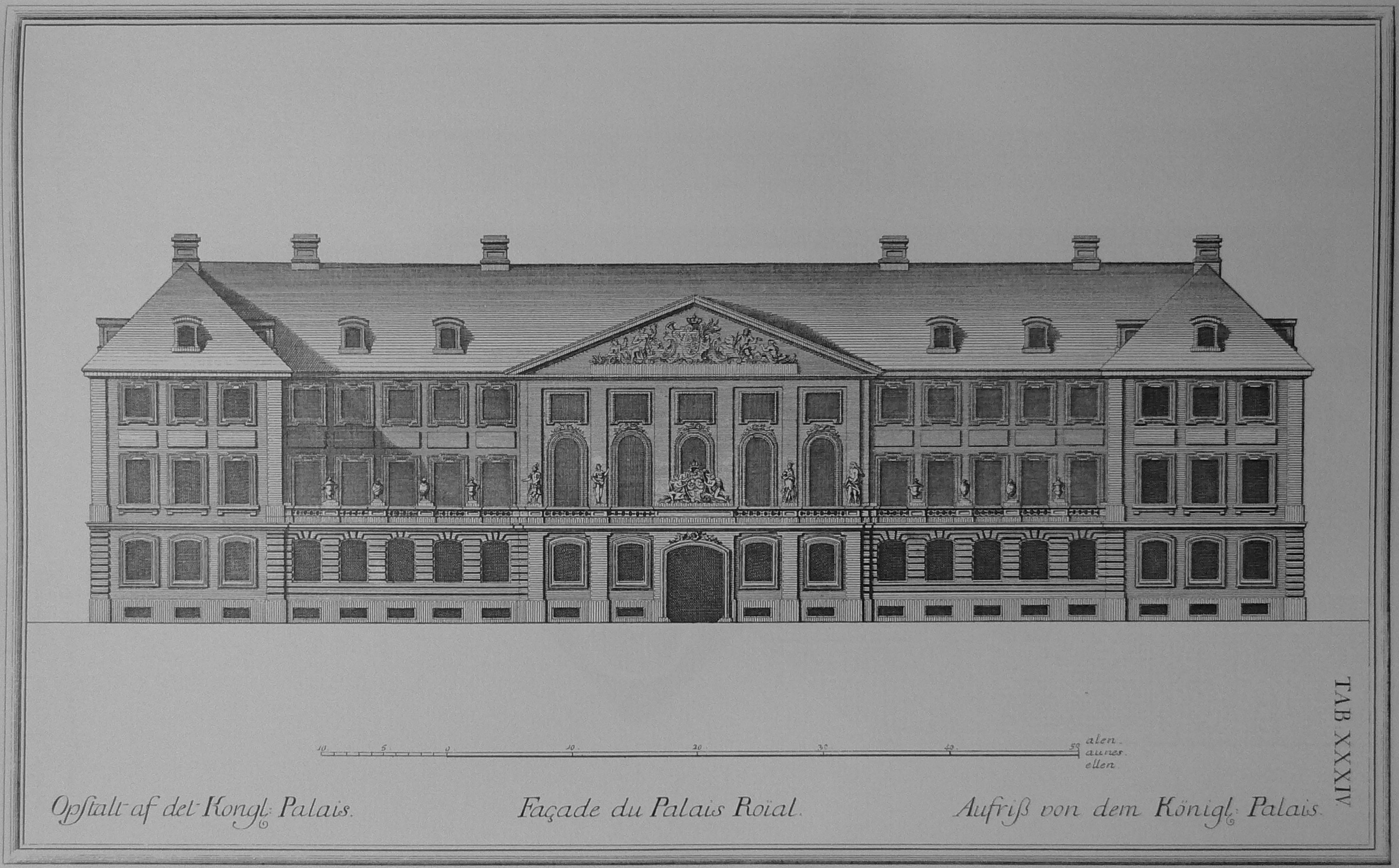
Druck im Den Danske Vitruvius von Laurids de Thurah, herausgegeben im Jahr 1746

Im Jahr 1725 wurde das Haus von Edinger an König Friedrich IV. verkauft, der es als Residenz für Kronprinz Christian vom Architekten Johan Cornelius Krieger umbauen ließ.
Nach der Thronbesteigung Christians VI. nutzte Kronprinz Friedrich (V.) das Prinzenpalais. Er ließ das Haus 1743/44 von Nicolai Eigtved erweitern.

### Weitere Bewohner
Nachdem die königliche Familie das Palais nicht mehr selbst nutzte, wurde es zumeist als Unterkunft für Verwandte, Minister und Hofkünstler.

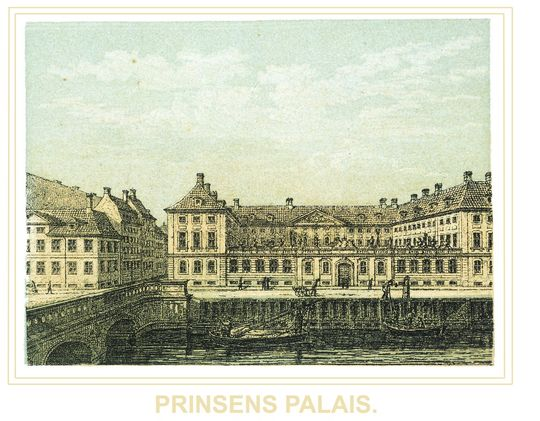
Das Prinzenpalais etwa 1800

Eine Weile hatten die Maler Jens Juel und Nicolai Abildgaard ihre Ateliers in dem Gebäude. Abildgaard wohnte von 1779 bis 1787 im Schloss, der Hofmaler Vigilius Eriksen lebte dort von 1774 bis 1782. Der Geograf und Forscher Carsten Niebuhr, der als einziger Überlebender der dänischen Arabien-Expedition im Jahr 1768 nach Dänemark zurückkehrte, lebte dort von 1773 bis 1778, als er eine Anstellung im Staatsdienst annahm. Zu den Politikern, die im Palais wohnten, gehören der Außenminister Adolph Sigfried von der Osten und Ove Høegh-Guldberg, Erster Minister nach dem Fall von Johann Friedrich Struensee.
Im 19. Jahrhundert lebte Christian Frederik Hansen von 1805 bis 1834 dort, während er an Projekten wie dem neuen Gerichtsgebäude von Kopenhagen, dem Wiederaufbau der Frauenkirche und von Schloss Christiansborg arbeitete. Christopher von Krogh, der die dänischen Truppen in die Schlacht von Isted führte, lebte im Palais von 1817 bis 1853.

### Provisorische Unterbringung des Obersten Gerichts

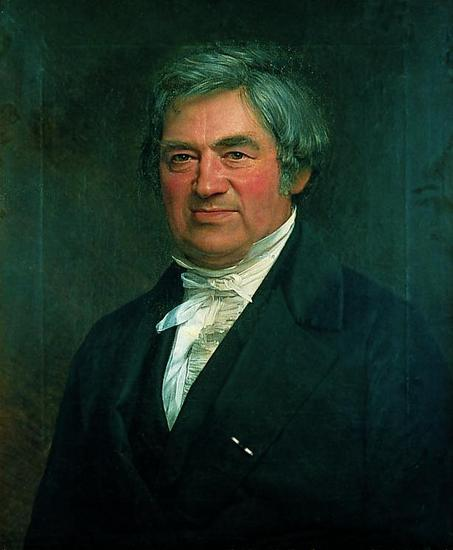
Christian Jürgensen Thomsen gemalt von Johan Vilhelm Gertner im Jahr 1849

Der Brand von Schlosses Christiansborg im Jahr 1794 machte nicht nur die königliche Familie, sondern auch den Obersten Gerichtshof obdachlos. Dieser fand eine neue Unterkunft im Prinzenpalais. Im Jahr 1830 wurde das neue Schloss Christiansborg fertiggestellt, doch die Administration verblieb im Prinzenpalais bis zum Jahr 1894.

### Staatsbesitz
Nach der Verabschiedung des Dänischen Grundgesetzes 1849 ging das Prinzenpalais von königlichem Privat- in Staatsbesitz über. Das Gebäude diente nun als Aufbewahrungsort für die nationalen Sammlungen. Diese beinhalteten das Museum für Völkerkunde, gegründet im Jahr 1849, das königliche Münzkabinett und das Museum für Nordische Altertümer. Die zwei letzten Museen wurden vom Historiker Christian Jürgensen Thomsen geleitet, der von 1851 bis zu seinem Tod 1865 im Prinzenpalais wohnte. Das Dänische Nationalmuseum eröffnete im Prinzenpalais im Jahr 1892.

## Architektur

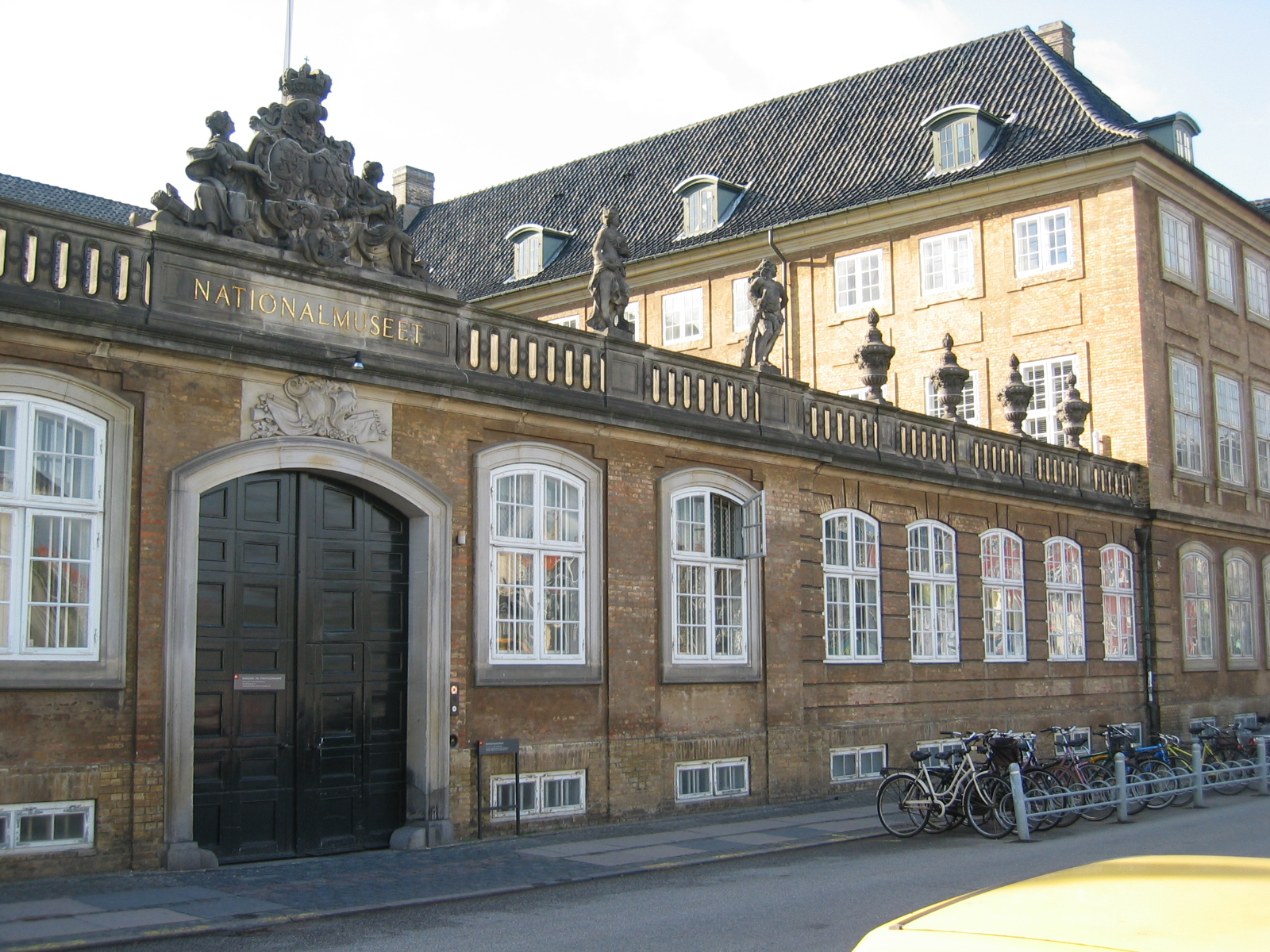
Die Galerie zum Frederiksholmer Kanal (2006)

Das Prinzenpalais ist eines der frühen Rokoko-Gebäude in Kopenhagen. Es hat drei Flügel mit Ehrenhof zum Frederiksholm-Kanal und eine einstöckige Galerie mit einem Eingangstor in der Mitte. Die Galerie wird von einer Balustrade mit Vasen und Statuen gekrönt. Die Statuen zusammen mit Fensterdekorationen auf der Gartenseite wurden von Kriegers Gebäude aus dem Jahre 1726 übernommen.
Die ursprüngliche Symmetrie von Eigtved wurde von den späteren Änderungen der anderen Architekten aufgehoben, die den Nordflügel auf zehn Joch verlängerten, während der Südflügel nur noch aus drei Joch bestand.

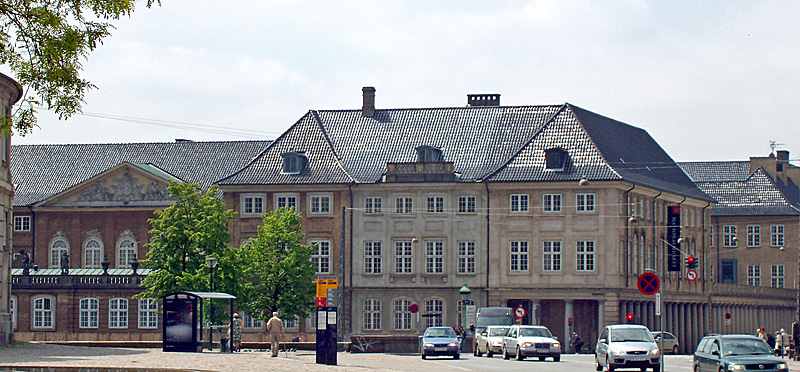
Rechte Seite (2006)

Mogens Clemmensen und Arne Nystrøm bauten das Museum von 1929 bis 1938 aus. Sie errichteten eine große Vierflügelanlage an die Rückseite des Herrenhauses und einen schmaleren Verbindungstrakt zwischen dem neuen und alten Gebäude. Dadurch entstand ein Innenhof, der sich zur Ny Vestergade öffnet. Auf der gegenüberliegenden Seite, in der Stormgade, schufen sie eine Kolonnade über die gesamte Länge der Anlage, von Vester Voldgade zum Frederiksholm-Kanal. Diese verfügt über 38 Säulen aus Bornholmer Granit.

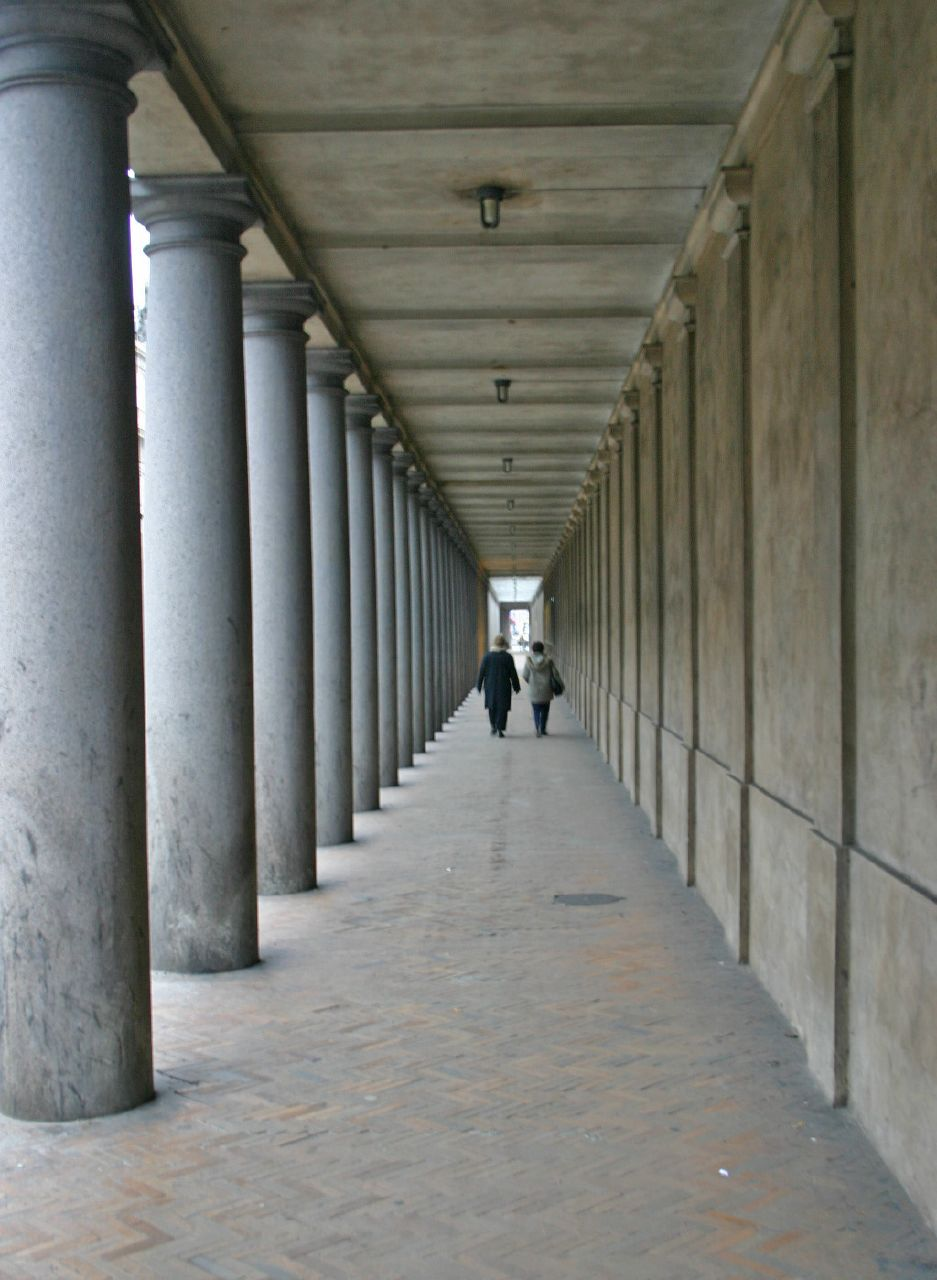
Die Kolonnade an der Stormgade (2004)

Die jüngsten Änderungen des Gebäudes erfolgten 1992 nach Entwürfen von Gehrdt Bornebusch (1925–2011). Er überspannte den Innenhof des Verbindungsflügels mit einem Glasdach und verwandelte ihn in eine zentrale Lobby, die durch den neuen Haupteingang des Museums, Ny Vestergade, betreten wird.